# هيلدر بابتيستا
هيلدر بابتيستا (بالبرتغالية: Hélder Baptista) هو لاعب كرة قدم برتغالي في مركز الوسط، ولد في 18 فبراير 1972 في توريس فيدراس في البرتغال. شارك مع منتخب البرتغال تحت 21 سنة لكرة القدم. أما مع النوادي، فقد لعب مع باريس سان جيرمان ورايو فايكانو وسبورتينغ براغا ونادي بوافيشتا ونادي فارنزي.

## وصلات خارجية
- هيلدر بابتيستا على موقع قاعدة بيانات كرة القدم.إي يو (الإنجليزية)
- هيلدر بابتيستا على موقع عالم كرة القدم.نت (الإنجليزية)